# Bathycrinicola nacraensis
Bathycrinicola nacraensis is een slakkensoort uit de familie van de Eulimidae. De wetenschappelijke naam van de soort is voor het eerst geldig gepubliceerd in 2003 door Peñas & Giribet.